# Anafilaksja
Anafilaksja, wstrząs anafilaktyczny (łac. anaphylaxia, commotus anaphylaciticus; ang. anaphylaxis, anaphylactic shock) – rodzaj nagłej, ciężkiej reakcji alergicznej lub niealergicznej, która może być przyczyną zgonu (zob. wstrząs). Anafilaksja ma charakter reakcji ogólnoustrojowej. Jej objawy zazwyczaj obejmują równoczesne wystąpienie kilku objawów, m.in.: swędzącej wysypki, obrzęku górnych dróg oddechowych oraz znaczny spadek ciśnienia tętniczego krwi. Częstymi przyczynami wystąpienia wstrząsu anafilaktycznego są: ukąszenia owadów, alergeny w pożywieniu i leki.
Anafilaksja jest rezultatem uwolnienia proteiny z pewnego typu białych krwinek. Są to substancje, które mogą wywoływać lub intensyfikować reakcje alergiczne. Ich uwolnienie może być wynikiem reakcji układu immunologicznego lub być efektem innych przyczyn, niezwiązanych z układem immunologicznym. Anafilaksję rozpoznaje się w oparciu o stwierdzone objawy. Podstawową metodą leczenia jest podanie domięśniowo adrenaliny. Zwykle w przebiegu leczenia konieczne jest podanie też innych leków.
U około 0,05–2% ludzi w pewnym momencie ich życia dochodzi do wystąpienia reakcji anafilaktycznej. Słowo anafilaksja pochodzi z greki: ana – oznacza „naprzeciwko”, a phyl – „ochrona”. Jej definicję podał w 1902 roku Charles Richet.
W ramach powyższej definicji mieszczą się dwa pojęcia:
- reakcja anafilaktyczna (wstrząs anafilaktyczny), zwana również reakcją nadwrażliwości typu I, to szybko postępujący stan ciężki, który charakteryzuje się nagłym obniżeniem ciśnienia tętniczego i stanowi bezpośrednie zagrożenie życia pacjenta[4]. Z tego względu reakcja anafilaktyczna wymaga natychmiastowego leczenia. Mechanizm reakcji anafilaktycznej jest alergiczny (zależny od przeciwciał typu IgE) i prowadzi do zespołu powtarzalnych objawów wywoływanych przez powtarzalną ekspozycję na substancję w dawce, która w warunkach prawidłowych jest dobrze tolerowana przez osoby zdrowe[5]. Anafilaksja jest powodowana przez szybkie uwalnianie mediatorów preformowanych (magazynowanych w ziarnistościach komórek) i wytwarzanych m.in. histaminy i przeciwciał IgE z komórek tucznych (mastocytów) i bazofili, co wzbudza odpowiedź narządów docelowych. Podstawową różnicą między zaostrzonym odczynem alergicznym a anafilaksją jest stale utrzymujący się podprogowy poziom IgE. Wzrost IgE ponad ten poziom wyzwala mechanizmy anafilaktyczne. Zatem chorzy z alergiami atopowymi (np. astma oskrzelowa) znajdują się w grupie wysokiego ryzyka wystąpienia anafilaksji.
- reakcja anafilaktoidalna (reakcja pseudoalergiczna lub idiosynkratyczna, odczyn pseudoalergiczny lub idiosynkratyczny[6]) to reakcja niealergiczna (niezależna od przeciwciał IgE) i, w odróżnieniu od reakcji anafilaktycznej, antygen może ją indukować już po pierwszej ekspozycji, bez wcześniejszego uczulenia. Mechanizmy efektorowe reakcji anafilaktoidalnej cechuje aktywacja dopełniacza, mastocytów i bazofilów, prowadząca do analogicznych objawów jak dla wstrząsu anafilaktycznego. Z tego względu reakcja anafilaktoidalna również (jak anafilaktyczna) poddaje się leczeniu adrenaliną i lekami przeciwhistaminowymi[6].

## Objawy

Objawy anafilaksji

Anafilaksja powoduje zazwyczaj wystąpienie wielu różnych objawów w ciągu kilku minut lub godzin. Objawy pojawiają się zazwyczaj od 5 do 30 minut, jeżeli przyczyną jest substancja, która dostaje się bezpośrednio do organizmu i krwiobiegu (dożylnie). Jeżeli przyczyną jest spożyty pokarm, reakcja pojawia się zazwyczaj w ciągu 2 godzin. Najczęściej dotkniętymi częściami ciała są skóra (80–90%), płuca i drogi oddechowe (70%), żołądek i jelita (30–45%), serce i naczynia krwionośne (10–45%) oraz centralny układ nerwowy (10–15%). Zazwyczaj dotknięte są co najmniej dwa ze wspomnianych układów.

### Skóra

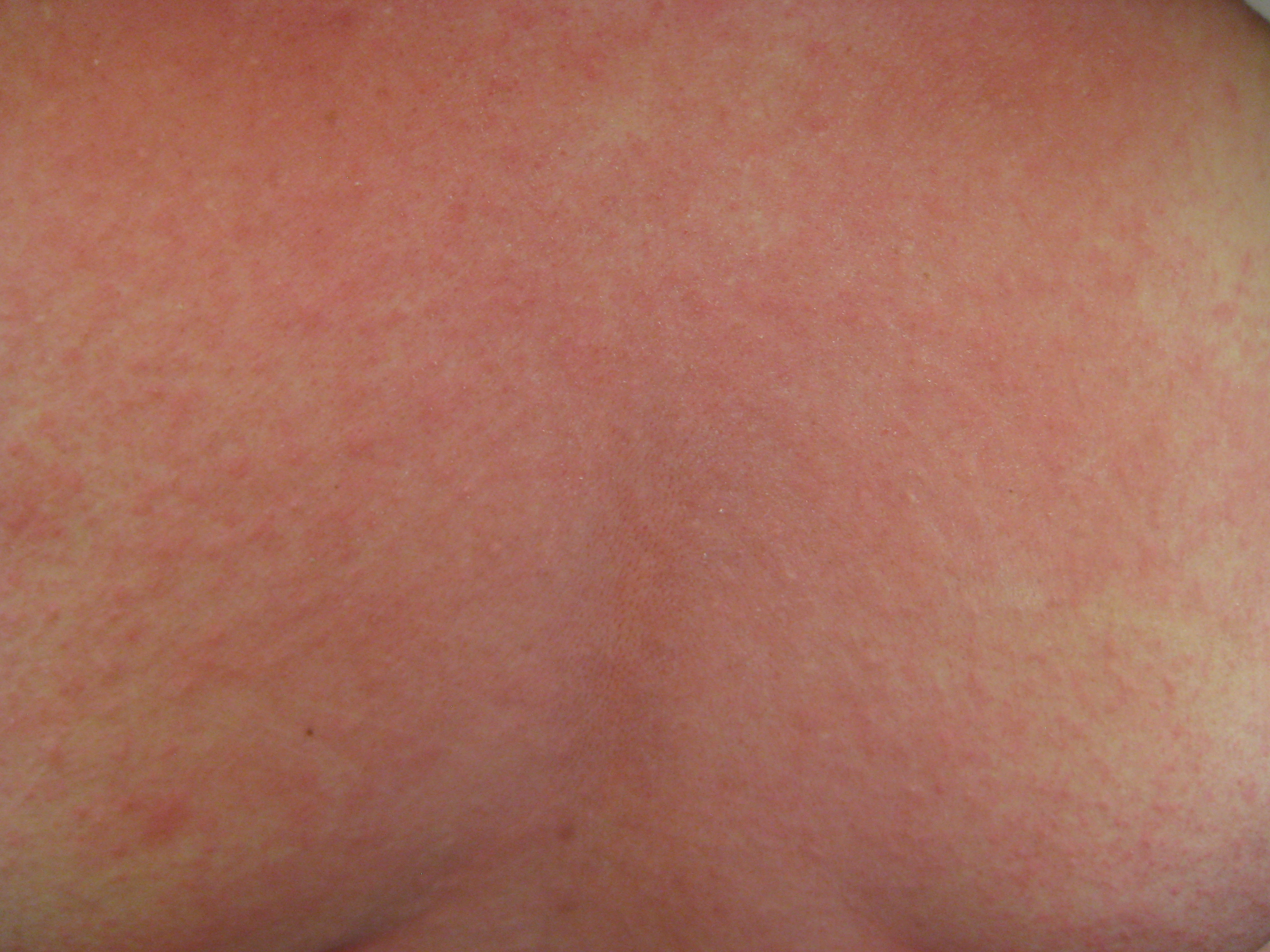
Pokrzywka i zaczerwienienie na plecach osoby cierpiącej na anafilaksję

Objawy zazwyczaj obejmują wykwity na skórze (pokrzywka), swędzenie, zaczerwienienie twarzy lub skóry (rumień) lub opuchnięte usta. Osoby z opuchlizną tkanki podskórnej (obrzęk naczynioruchowy) mogą odczuwać pieczenie zamiast swędzenia. Opuchlizna języka lub gardła pojawia się w 20% przypadków. Do innych objawów należą katar oraz opuchlizna błony śluzowej powierzchni oka i powieki (spojówki). Skóra może również przyjąć niebieskawy odcień (sinica) wynikający z niedoboru tlenu.

### Układ oddechowy
Objawy związane z układem oddechowym obejmują zazwyczaj skrócenie oddechu, krótki i utrudniony oddech, wheezing (świst wydechowy), oraz świst krtaniowy (świst wdechowy). Krótki oddech zazwyczaj jest związany ze skurczem mięśni dolnej części dróg oddechowych (mięśnie oskrzelowe). Stridor jest spowodowany opuchlizną górnej części dróg oddechowych, która prowadzi do ich zwężenia. Mogą wystąpić również inne objawy takie jak chrypka, ból przy przełykaniu oraz kaszel.

### Układ krwionośny
Chociaż przyspieszona praca serca związana z niskim ciśnieniem krwi jest bardziej powszechna, to jednak u 10% osób cierpiących na anafilaksję może wystąpić odruch Bezolda-Jarischa, objawiający się spowolnieniem pracy serca (bradykardia) połączonym z niskim ciśnieniem (hipotensja). Osoba taka może czuć się oszołomiona lub stracić przytomność z powodu obniżenia ciśnienia krwi. Obniżone ciśnienie krwi może wynikać z poszerzenia naczyń krwionośnych (wstrząs dystrybucyjny) lub z nieprawidłowego działania komór serca (wstrząs kardiogenny). W rzadkich przypadkach bardzo niskie ciśnienie krwi może być jedynym objawem anafilaksji.
Naczynia krwionośne serca mogą ulec gwałtownemu obkurczeniu (spazm tętnicy wieńcowej) w związku z uwolnieniem histaminy z określonych komórek serca. Prowadzi to do zaburzenia cyrkulacji krwi w obrębie serca, co może powodować obumieranie jego komórek (martwica niedokrwienna serca), przyspieszenia lub spowolnienia akcji serca (zaburzenia rytmu serca), zawał mięśnia sercowego lub nagłe wstrzymanie jego akcji. Osoby cierpiące na choroby serca są w większym stopniu zagrożone wpływem anafilaksji na serce.

### Inne
Objawy ze strony układu pokarmowego mogą obejmować skurczowy ból brzucha, biegunka oraz wymioty. Chory może być rozkojarzony, może dojść do nietrzymania moczu lub odczuwać skurczowy ból w okolicach miednicy przypominający ból towarzyszący skurczom macicy. Poszerzenie naczyń krwionośnych w mózgu może wywoływać ból głowy. Chory może również odczuwać lęk, szczególnie lęk przed śmiercią.

## Przyczyny
Przyczyną anafilaksji może być reakcja organizmu na niemal każdą obcą substancję. Wstrząs często wyzwalany jest przez: jad owadów pochodzący z ukąszeń lub użądleń, żywność oraz leki. Żywność jest najpowszechniejszą przyczyną reakcji u dzieci i młodzieży. Leki i ukąszenia oraz użądlenia owadów są częstszą przyczyną wśród dorosłych. Rzadsze przyczyny to czynniki fizyczne, czynniki biologiczne, jak np.: nasienie, lateks, zmiany hormonalne, dodatki do żywności, jak np.: glutaminian sodu oraz barwniki spożywcze oraz leki stosowane powierzchniowo na skórze (leki miejscowe). Przyczyną anafilaksji mogą być także ćwiczenia fizyczne oraz temperatura (wysoka lub niska), które mogą prowadzić do uwolnienia przez komórki tuczne danej tkanki substancji chemicznych, będących bezpośrednią przyczyną reakcji alergicznej. Anafilaksja wywoływana przez ćwiczenia fizyczne ma najczęściej związek ze spożywaniem niektórych pokarmów. Jeżeli anafilaksja pojawia się u osoby znieczulonej, jej najczęstszą przyczyną są niektóre leki podawane w celu wywołania zwiotczenia mięśni (depolaryzujące środki zwiotczające), antybiotyki oraz lateks. W 32–50% przypadków przyczyna pozostaje nieznana (anafilaksja idiopatyczna). Jako przyczynę anafilaksji, opisano dotychczas siedem szczepionek: MMR, przeciw ospie wietrznej, grypie, wirusowemu zapaleniu wątroby typu B, tężcowi, meningokokom i wirusowi brodawczaka ludzkiego.

### Żywność
Anafilaksję wywołać może wiele pokarmów, nawet takich spożywanych po raz pierwszy. W kulturach zachodnich najczęstszą przyczyną jest spożycie orzeszków ziemnych, pszenicy, orzechów, owoców morza, mleka lub jajek. Na Bliskim Wschodzie częstą przyczyną jest sezam. W Azji częstą przyczyną anafilaksji jest spożycie ryżu i ciecierzycy. Poważne przypadki wywoływane są najczęściej przez spożywanie pokarmu, ale u niektórych osób reakcja pojawia się już po kontakcie pokarmu z dowolną częścią ciała. Dzieci mogą wyrosnąć ze swoich alergii. U 80% dzieci z anafilaksją wywoływaną przez mleko lub jajka oraz 20% dzieci z pojedynczym przypadkiem anafilaksji wywołanym przez orzeszki ziemne, alergia mija przed 16 rokiem życia.

### Leki
Anafilaksję może wywołać każdy lek. Najczęściej zdarza się to w przypadku antybiotyków beta-laktamowych (takich jak np. penicylina) oraz aspiryny i niesterydowych leków przeciwzapalnych. W przypadku, gdy osoba cierpi na alergię na określone niesterydowe leki przeciwzapalne, zazwyczaj może otrzymywać inny lek niewywołujący anafilaksji. Innymi częstymi przyczynami anafilaksji są chemioterapia, szczepienia, protamina (znajdująca się w nasieniu) oraz leki wytwarzane z ziół. Niektóre leki włączając w to wankomycynę, morfinę oraz leki używane przy wspomaganiu zdjęć rentgenowskich (środki kontrastowe) mogą wywoływać anafilaksję w rezultacie uszkodzenia niektórych komórek tkanki, co prowadzi do uwolnienia histaminy (degranulacja komórki tucznej).
Częstotliwość występowania reakcji na leki zależy: częściowo od częstotliwości podawania leków, oraz częściowo od sposobu działania leku na organizm. Anafilaksja wywoływana przez penicylinę oraz cefalosporyny występuje po ich związaniu się z białkami w organizmie, a niektóre leki wiążą się szybciej niż inne. Anafilaksja wywoływana przez penicylinę zdarza się raz na 2000 do 10 000 przypadków. Do zgonu dochodzi u jednej na 50 000 leczonych osób. Anafilaksja wywoływana przez aspirynę i niesterydowe leki przeciwzapalne zdarza się u jednej osoby na 50 000. Jeżeli dana osoba reaguje na penicylinę, zagrożenie związane z reakcją na cefalosporyny jest większe, ale wynosi mniej niż 1 na 1000. Dawne środki kontrastowe powodowały reakcję w 1% przypadków. Nowe, niskoosmotyczne środki kontrastowe wywołują reakcję w 0,04% przypadków.

### Jad
Anafilaksję może wywołać jad pochodzący z użądlenia lub ukąszenia owadów jak np. pszczoły lub osy (błonkoskrzydłe) lub pluskwiaków z podrodziny Triatominae. Jeżeli u danej osoby w przeszłości doszło do reakcji na jad – poważniejszej niż reakcja miejscowa w miejscu ugryzienia – ryzyko wystąpienia anafilaksji w przyszłości rośnie. Jednak połowa osób zmarłych na skutek anafilaksji nie doświadczyła wcześniej rozległej reakcji układowej.

### Czynniki ryzyka
Osoby cierpiące na choroby atopowe, takie jak astma, egzema lub alergiczny nieżyt nosa, są w wysokim stopniu zagrożone anafilaksją związaną z jedzeniem, lateksem oraz środkami kontrastowymi. U osób tych nie występuje zwiększone zagrożenie wstrząsem spowodowanym jadem lub lekami podawanymi w formie zastrzyku. Jedno z badań dotyczących dzieci cierpiących na anafilaksję wykazało, że 60% z nich cierpiało wcześniej na choroby atopowe. Ponad 90% dzieci zmarłych w wyniku anafilaksji cierpiało na astmę. Osoby cierpiące na zaburzenia wynikające ze zbyt dużej liczby komórek tucznych w tkankach (mastocytoza) oraz osoby z wyższym statusem socjoekonomicznym są bardziej zagrożone chorobą. Im więcej czasu minęło od ostatniego wystawienia na działanie środka wywołującego anafilaksję, tym niższe jest ryzyko wystąpienia ponownej reakcji.

## Mechanizm
Anafilaksja to poważna i nagła reakcja alergiczna, która wpływa na wiele układów w organizmie. Wywołuje ją uwolnienie mediatorów zapalnych oraz cytokiny z komórek tucznych oraz zasadochłonnych. Powód uwolnienia tych substancji to najczęściej reakcja układu immunologicznego, bądź też rezultat uszkodzenia wspomnianych komórek niezwiązanego z reakcją immunologiczną.

### Reakcja immunologiczna
Gdy anafilaksja jest wywoływana przez reakcję immunologiczną, immunoglobulina E (IgE) wiąże się z obcym materiałem, który rozpoczyna reakcję alergiczną (antygen). Połączenie IgE z antygenem aktywuje receptory FcεRI w komórkach tucznych oraz zasadochłonnych. Komórki tuczne oraz zasadochłonne reagują uwalniając mediatory zapalne, np. histaminę. Mediatory nasilają skurcz mięśni gładkich oskrzeli, powodują rozszerzenie naczyń krwionośnych (wazodylatację), zwiększają przepuszczalność naczyń krwionośnych i obniżają akcję serca. Istnieje również mechanizm immunologiczny niezależny od IgE, ale nie wiadomo czy występuje on u ludzi.

### Reakcja inna niż immunologiczna
Gdy anafilaksja nie występuje w następstwie reakcji immunologicznej, jej przyczyną jest bezpośrednie uszkodzenie komórek tucznych oraz zasadochłonnych, co powoduje uwolnienie histaminy oraz innych substancji, związanych zazwyczaj z reakcją alergiczną (degranulacja). Czynniki, które mogą uszkodzić komórki, to m.in. środki kontrastowe używane w czasie badań rentgenowskich, opioidy, temperatura (wysoka lub niska) oraz wibracje.

## Diagnoza
Anafilaksja diagnozowana jest na podstawie objawów klinicznych. W przypadku wystąpienia któregokolwiek z trzech opisanych poniżej objawów w ciągu minut lub godzin od wystawienia na działanie alergenu zachodzi wysokie prawdopodobieństwo, że dana osoba doznała wstrząsu anafilaktycznego:
1. Zajęcie skóry lub błon śluzowych oraz objawy ze strony układu oddechowego lub niskie ciśnienie krwi
2. Dwa lub więcej z poniższych symptomów:-
a. Zajęcie skóry lub błony śluzowej
b. Trudności z oddychaniem
c. Niskie ciśnienie krwi
d. Objawy żołądkowo-jelitowe
3. Niskie ciśnienie krwi po wystawieniu na działanie znanego alergenu

W przypadku wystąpienia reakcji alergicznej po ukąszeniu owada lub po przyjęciu leku badania krwi na oznaczenie tryptazy lub histamin (uwalnianych z komórek tucznych) mogą być pomocne przy diagnozowaniu anafilaksji. Badania te nie są jednak przydatne, jeśli przyczyną wystąpienia reakcji jest pokarm lub jeśli pacjent ma prawidłowe ciśnienie krwi. Nie wykluczają też one diagnozy anafilaksji.

### Klasyfikacja
Istnieją trzy główne typy anafilaksji. Wstrząs anafilaktyczny ma miejsce, gdy większość naczyń krwionośnych w organizmie ulega rozszerzeniu (ogólnoustrojowe rozszerzenie naczyń). Powoduje to niskie ciśnienie krwi, tj. co najmniej 30% poniżej normalnego ciśnienia krwi danej osoby lub 30% poniżej wartości normy. Dwufazowa reakcja anafilaktyczna diagnozowana jest w przypadku nawrotu objawów w ciągu 1–72 godzin – pomimo braku ponownego kontaktu z alergenem, który wywołał pierwszą reakcję. Według niektórych badań, aż 20% przypadków anafilaksji to reakcja dwufazowa. Nawrót objawów następuje zazwyczaj w ciągu 8 godzin. Druga reakcja anafilaktyczna leczona jest w ten sam sposób, co pierwsza reakcja. Pseudoanafilaksja lub reakcje anafilaktoidalne to stosowane dawniej nazwy anafilaksji, której przyczyną jest bezpośrednie uszkodzenie komórek tucznych (degranulacja komórek tucznych), a nie reakcja alergiczna. Termin stosowany obecnie przez Światową Organizację Alergii to „anafilaksja niealergiczna”. Niektórzy zalecają rezygnację z dawniej stosowanych terminów.

### Testy alergologiczne

Test skórny wykonywany na prawej ręce

Testy alergologiczne mogą pomóc ustalić przyczynę wystąpienia reakcji anafilaktycznej. Przy niektórych pokarmach i jadach dostępne są testy skórne (np. testy skórne plasterkowe). Badania krwi na oznaczenie określonych przeciwciał przydają się przy potwierdzaniu alergii na mleko, jaja, orzechy ziemne, inne orzechy i ryby. Testy skórne mogą potwierdzić alergię na penicylinę; nie istnieją jednak testy skórne potwierdzające alergię na inne leki. Formy anafilaksji o podłożu nieimmunologicznym można diagnozować jedynie na podstawie wywiadu chorobowego lub wystawieniu pacjenta na działanie alergenu, który mógł spowodować reakcję w przeszłości. Nie istnieją testy skórne i badania krwi potwierdzające anafilaksję niealergiczną.

### Diagnoza różnicowa
Odróżnienie anafilaksji od astmy, zemdlenia z powodu niedotlenienia (omdlenie) i zespołu lęku napadowego bywa czasem trudne. U osób cierpiących na astmę zazwyczaj nie występuje swędzenie i objawy żołądkowe lub jelitowe. W przypadku zemdlenia skóra jest blada i nie występuje wysypka. W przypadku lęku napadowego może wystąpić zaczerwienie skóry, ale nie pokrzywka. Inne stany chorobowe o podobnych objawach to zatrucie pokarmowe nieświeżą rybą (skombrotoksizm) oraz zakażenie niektórymi pasożytami (anisakioza).

### Badania pośmiertne
U osoby, która zmarła od anafilaksji, sekcja zwłok może wykazać „puste serce” związane ze zmniejszeniem powrotu żylnego z rozszerzenia naczyń i redystrybucji objętości wewnątrznaczyniowej z centralnej do obwodowej komory. Inne objawy to obrzęk krtani, eozynofilia w płucach, sercu i tkankach oraz objawy wstrząsu kardiogennego. Wyniki badań laboratoryjnych mogą wykryć podwyższony poziom tryptazy w surowicy, zwiększenie stężenia IgE i całkowitego surowicy.

## Prewencja
Zalecanym sposobem zapobiegania anafilaksji jest unikanie przyczyn, które wywołały reakcję anafilaktyczną w przeszłości. Jeśli nie jest to możliwe, można czasem zastosować leczenie polegające na przystosowaniu organizmu do niereagowania na znany alergen (odczulanie). Leczenie układu immunologicznego (immunoterapia) jadem błonkoskrzydłych jest skuteczne w 80–90% przypadków odczulania u dorosłych i 98% u dzieci na alergie na pszczoły, osy (zwłaszcza z rodzajów Vespula i Dolichovespula), szerszenie i niektóre mrówki z rodzaju Solenopsis (tzw. „mrówki ogniste”). Immunoterapia drogą doustną może okazać się skuteczna przy odczulaniu niektórych osób na pewne pokarmy, w tym mleko, jaja, orzechy i orzechy ziemne. Zabiegi te mają jednak często negatywne skutki uboczne. Możliwe jest też zastosowanie odczulania w przypadku wielu leków – tym niemniej większość osób powinna po prostu unikać leków powodujących tego typu problemy. W przypadku osób, u których wystąpiła reakcja na lateks, ważne jest, by unikać pokarmów zawierających substancje podobne do tych, które wywołały reakcję immunologiczną (pokarmy wywołujące reakcje krzyżowe), jak na przykład awokado, banany czy ziemniaki.

## Leczenie
Reakcja anafilaktyczna to nagły przypadek mogący wymagać podjęcia działań ratunkowych, jak udrożnienie dróg oddechowych, podanie tlenu, dożylne podanie dużych ilości płynów oraz ścisła obserwacja. Preferowane jest leczenie adrenaliną, oprócz której podawane są leki przeciwhistaminowe i steroidy. Po stabilizacji stanu pacjent powinien pozostać w szpitalu na obserwację od 2 do 24 godzin, by upewnić się, że nie nastąpił nawrót objawów – pacjent może bowiem cierpieć na anafilaksję dwufazową.

### Adrenalina

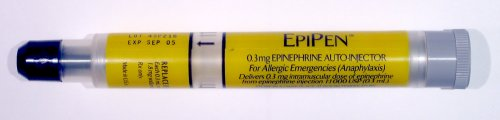
Autostrzykawka z adrenaliną (stary typ)

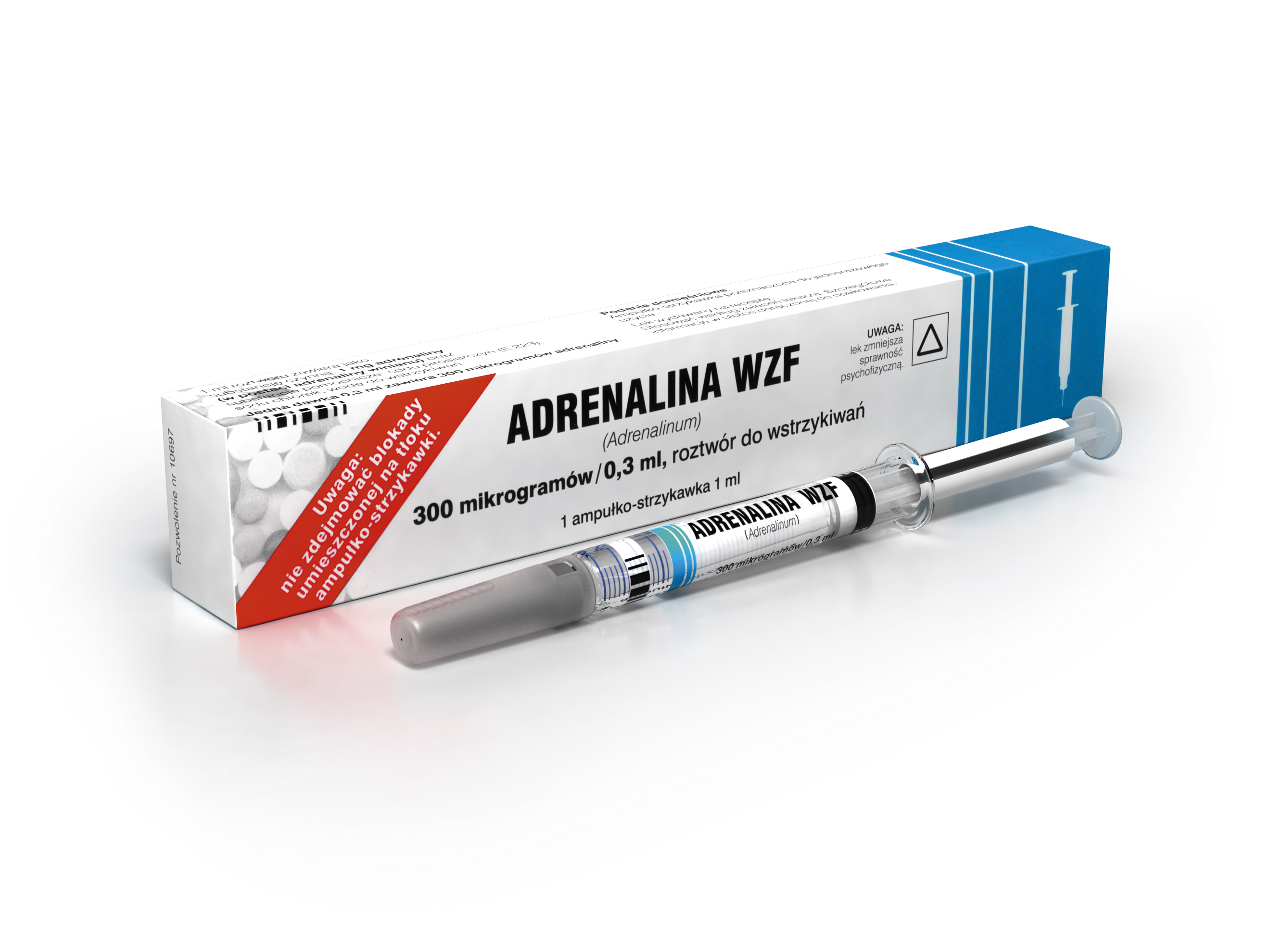
Ampułkostrzykawka z adrenaliną

Podanie adrenaliny jest podstawową metodą leczenia anafilaksji. Nie istnieje przeciwwskazanie, które wykluczałby jej stosowanie (brak absolutnych przeciwwskazań). Zaleca się wstrzykiwanie roztworu adrenaliny w mięśnie środkowej, przednio-bocznej części uda, gdy tylko zachodzi podejrzenie anafilaksji. Zastrzyk można powtórzyć co 5–15 minut, jeśli chory nie reaguje na lek. Podanie drugiej dawki konieczne jest w 16–35% przypadków. Podanie większej liczby dawek rzadko jest konieczne. Preferowany jest zastrzyk domięśniowy, nie zastrzyk podskórny, w którym to przypadku lek może wchłaniać się zbyt wolno. Niegroźne problemy spowodowane adrenaliną to drgawki, niepokój, bóle głowy i palpitacje.
Adrenalina może nie zadziałać u osób przyjmujących β-blokery. W takim przypadku można dożylnie podać glukagon. Mechanizm działania glukagonu nie obejmuje receptorów β.
Jeśli zajdzie taka konieczność, adrenalinę można też wstrzyknąć dożylnie jako rozcieńczony roztwór. Stwierdzono jednak związek między dożylnym podaniem adrenaliny a nieregularnym biciem serca (arytmia) i zawałem serca (zawał mięśnia sercowego). Autostrzykawki z adrenaliną pozwalające na samodzielne domięśniowe wstrzyknięcie są na ogół dostępne w dwóch dawkach: dla dorosłych i dzieci o wadze powyżej 25 kg (0,3 mg), oraz dla dzieci o wadze od 10 do 25 kg (0,15 mg). W innych krajach (np. USA) dopuszczone są do użytku autowstrzykiwacze z dawką dla niemowląt (0,1 mg) i dawką dla osób o podwyższonej masie ciała (0,5 mg).

### Leczenie uzupełniające
Oprócz adrenaliny powszechnie stosuje się leki przeciwhistaminowe (H1 i H2). Uważano je w przeszłości za teoretycznie skuteczne. Istnieje jednak mało dowodów na to, że leki przeciwhistaminowe są skuteczne w leczeniu anafilaksji. Przegląd Cochrane Collaboration z 2007 nie podaje żadnych wiarygodnych badań stwierdzających skuteczność takich leków. Uważa się, że leki przeciwhistaminowe nie mają wpływu na gromadzenie się płynów lub skurcze dróg oddechowych. Uzyskanie rezultatów w wyniku podania kortykosteroidów osobom w trakcie epizodu anafilaksji jest mało prawdopodobne. Można je stosować w celu zmniejszenia ryzyka anafilaksji dwufazowej, lecz ich skuteczność w zapobieganiu przyszłym reakcjom anafilaktycznym jest nieznana. Salbutamol podawany za pomocą urządzenia do wdychania (nebulizatora) może okazać się skuteczny, jeśli epinefryna nie zlikwiduje objawów skurczu oskrzelowego. U osób, które nie reagują na inne środki, stosuje się błękit metylenowy, ponieważ wpływa on na rozluźnienie mięśni gładkich.

### Przygotowanie
Osobom, u których występuje ryzyko anafilaksji zaleca się opracowanie „planu działania na wypadek reakcji alergicznej”. Rodzice powinni poinformować szkołę, że ich dzieci cierpią na alergię oraz poinstruować, co należy zrobić na wypadek nagłej reakcji anafilaktycznej. Plan działania obejmuje zazwyczaj użycie autostrzykawek z epinefryną (adrenaliną), zalecenie noszenia bransoletki medycznej oraz konsultacje na temat tego, jak unikać alergenów. Zaleca się przeszkolenie z używania autowstrzykiwaczy i ampułkostrzykawek osoby będące w bezpośrednim otoczeniu chorego, który ma przepisaną adrenalinę. W przypadku niektórych alergenów możliwe jest zastosowania leczenia mającego na celu zmniejszenie wrażliwości organizmu na substancje powodujące reakcje alergiczne (immunoterapia alergenowa). Ten rodzaj terapii może zapobiec przyszłym przypadkom anafilaksji. Wieloletnia kuracja obejmująca odczulanie podskórne okazała się być skuteczna w przypadku ukąszeń owadów, zaś odczulanie metodą doustną jest skuteczne w przypadku wielu rodzajów pokarmów.

## Rokowanie
W przypadku, gdy przyczyna jest znana i pacjent szybko otrzyma pomoc, szanse na powrót do zdrowia są duże. Nawet jeśli przyczyna nie jest znana, ale dostępny jest lek zatrzymujący reakcję, pacjent zazwyczaj szybko wraca do zdrowia. Przyczyną ewentualnych zgonów są zazwyczaj problemy ze strony układu oddechowego (zwykle zamknięcie dróg oddechowych) lub sercowo-naczyniowe (wstrząs). Anafilaksja powoduje śmierć w 0,7–20% przypadków. W niektórych odnotowanych przypadkach zgon nastąpił w przeciągu kilku minut. Osoby cierpiące na anafilaksję wywołaną wysiłkiem fizycznym mają zazwyczaj dobre rokowania – wraz z wiekiem, jej wystąpienia są rzadsze, a objawy lżejsze.

## Prawdopodobieństwo wystąpienia
Liczba przypadków wystąpienia anafilaksji wynosi 4–5 na 100 000 osób rocznie. Prawdopodobieństwo wystąpienia reakcji w ciągu całego życia wynosi 0,5–2%. Wydaje się, że odsetek ten wzrasta. W latach osiemdziesiątych XX w. na anafilaksję cierpiało około 20 na 100 000 osób rocznie, podczas gdy w latach dziewięćdziesiątych było to już 50 na 100 000 osób rocznie. Wzrost wydaje się dotyczyć głównie anafilaksji wywoływanej pokarmem. W grupie najwyższego ryzyka znajdują się osoby młode i kobiety.
Anafilaksja jest obecnie przyczyną od 500 do 1000 zgonów rocznie (2,4 na milion) w Stanach Zjednoczonych, 20 zgonów rocznie w Wielkiej Brytanii (0,33 na milion) oraz 15 zgonów rocznie w Australii (0,64 na milion). Śmiertelność zmniejszyła się w okresie od lat 70. XX w. do pierwszej dekady XXI wieku. W Australii zgony z powodu anafilaksji na tle pokarmowym zdarzają się głównie u kobiet, zaś te spowodowane ukąszeniami owadów występują głównie wśród mężczyzn. Najczęstszą przyczyną śmierci z powodu anafilaksji są leki.

## Historia
Termin aphylaxis zaproponował w roku 1901 Charles Richet, zmieniając go następnie na anaphylaxis („anafilaksja”), co brzmiało lepiej.
W swoich eksperymentach, Richet wstrzykiwał w ciało psa toksyny z ukwiałów próbując go chronić. Chociaż pies wcześniej był odporny na toksyny, podczas ponownego podania tej samej dawki trzy tygodnie później, rozwinęły się śmiertelne reakcje anafilaktyczne. Tak więc, zamiast wywoływania tolerancji (profilaktyka), gdy śmiertelne reakcje wynikały z wcześniej tolerowanych dawek, ukuł słowo ana (bez) phylaxis (ochrony). Richet otrzymał w 1913 Nagrodę Nobla w dziedzinie medycyny lub fizjologii za pracę nad anafilaksją. Tym niemniej, przypadki reakcji odnotowywano już od starożytności. Termin pochodzi z od greckich słów ἀνά ana, przeciwko, i φύλαξις phylaksis, ochrona.

## Badania
Trwają próby opracowania postaci epinefryny (adrenaliny) do leczenia anafilaksji, którą można byłoby przyjmować podjęzykowo (epinefryna podjęzykowa). Wstrzykiwanie podskórne przeciwciał anty-IgE (omalizumab) bada się jako metodę zapobiegającą nawrotom, tym niemniej, nie jest ono jeszcze zalecane.

## Mediatory i ich działanie w reakcji anafilaktycznej
- histamina pobudza receptor H1, co prowadzi do wzrostu przepuszczalności naczyń, uwalniania hormonów i glikogenolizy w mózgu. Pobudzenie receptora H2 wywołuje zwiększenie wydzielania gruczołów żołądka, skurcz mięśni gładkich, dodatnie działanie ino- i chronotropowe na mięsień sercowy oraz hamujący wpływ na system immunologiczny. Receptory H3 są receptorami hamującymi wydzielanie histaminy w korze mózgu
- leukotrieny wywierają silne działanie kurczące na oskrzela (LTC4 i LTD4 1000 razy silniej niż histamina), LTB4 jest chemoatraktantem dla neutrofilów i eozynofilów. Działają w ciągu kilku sekund od pobudzenia do kilku minut w przeciwieństwie do prostaglandyn.
- prostaglandyny PGE1 i PGE2 rozkurczają mięśnie gładkie oskrzeli, natomiast PGF2α działa kurcząco. U osób z dychawicą mięśnie gładkie oskrzeli są 10 000 razy wrażliwsze na działanie PGF2α. PGD2 kurczy mięśnie gładkie oskrzeli, zwiększa przepuszczalność naczyń, zwiększa wydzielanie gruczołów błony śluzowej nosa. Prostaglandyny działają chemotaktyczne dla neutrofilów.
- czynnik aktywujący płytki (PAF) wywołuje skurcz oskrzeli, nadciśnienie płucne, systemowy spadek ciśnienia tętniczego, wzrost przepuszczalności drobnych naczyń, trombocytopenię i leukopenię.
- cytokiny: IL-4, IL-5, IL-6, IL-8, IL-13, GM-CSF, SCF, TNF-α. IL-4 może brać udział w różnicowaniu subpopulacji limfocytów pomocniczych, pozostałe inicjują i podtrzymują procesy zapalne a zwłaszcza TNF-α.
- kalikreina rozkurcza mięśnie gładkie, zwiększa przepuszczalność naczyń włosowatych przyczyniając się do narastania obrzęku, pobudza zakończenia nerwowe (piekący ból), wpływa na uwalnianie leuktrienów z komórek tucznych, działa mitogennie.
- ziarnistości mastocytów i bazofilów zawierają enzymy takie jak tryptaza, chymaza i karboksypeptydaza B oraz hydrolazy. Tryptaza generuje powstawanie składników dopełniacza C3a i C5a, uwrażliwia mięśnie gładkie na histaminę, pobudza chemotaksję eozynofilów, stymuluje fibroblasty i włóknienie, inaktywuje fibrynogen. Chymaza zwiększa sekrecję śluzu, uszkadza błonę podstawną, unieczynnia bradykininę, generuje angiotensynę. Tryptazę i chymazę zawierają głównie ziarnistości mastocytów.

## Objawy reakcji anafilaktycznej
Objawy występują zwykle po kilku (kilkunastu) minutach od kontaktu z alergenem. Reakcje występujące do 20 minut od kontaktu z antygenem mają najbardziej ciężki przebieg. Po pierwszej reakcji alergicznej mogą pojawić się powtórne – po upływie 1–6 godzin od pierwszego wstrząsu anafilaktycznego.
- Stadium 0 Reakcja miejscowa: zmiany ograniczone w miejscu kontaktu z alergenem – rumień, obrzęk;
- Stadium 1 Lekka reakcja ogólna: zmiany skórne rozsiane – świąd, pokrzywka, rumień; wyciek z nosa, łzawienie, dysfonia; niepokój, bladość, ból głowy;
- Stadium 2 Nasilona reakcja ogólna: reakcje skórne jak w stadium 1; hipotonia, tachykardia, arytmia, duszność, szumy w uszach, objawy dyspepsji (nudności, wymioty, biegunka – czasem z domieszką krwi w stolcu), odczuwanie lęku;
- Stadium 3 Groźna reakcja ogólna: objawy wstrząsu anafilaktycznego – ciężka hipotonia, obrzęk krtani, bronchospazm (skurcz oskrzeli) prowadzący do asfiksji, zaburzenia świadomości, ostra dyspepsja;
- Stadium 4 Niewydolność narządowa – niewydolność krążeniowa prowadząca do zatrzymania oddechu.

U 1/3 osób chorych wstrząs anafilaktyczny objawia się gwałtownym obniżeniem ciśnienia tętniczego (u dorosłych dolną granicą tzw. ciśnienia skurczowego jest 90 mm Hg, u dzieci do 10 roku życia – 70 mm Hg). Na skutek wstrząsu anafilaktycznego może dojść do utraty przytomności, a nawet zgonu, spowodowanego najczęściej silnym obrzękiem (opuchnięciem) tkanek gardła, który prowadzi do zamknięcia krtani i niemożności oddychania.

## Leczenie
- usunięcie alergenu, zapewnienie drożności dróg oddechowych i ułożenie chorego w pozycji leżącej wraz z uniesionymi kończynami dolnymi, co umożliwia przetoczenie ok. 700 ml krwi. W przypadku całkowitej utraty przytomności zalecana jest pozycja na boku;
- adrenalina (epinefryna) podana jak najszybciej domięśniowo 0,3–0,5 mg roztwór 1:1000 w początkowej fazie anafilaksji. Osoby narażone na ryzyko wystąpienia wstrząsu anafilaktycznego powinny zawsze posiadać przy sobie dwa automatyczne wstrzykiwacze z adrenaliną (epinefryną) – jak EpiPen – która jest lekiem pierwszego rzutu przy anafilaksji;
- tlenoterapia, aby utrzymać SpO2 > 95%;
- w przypadku zaburzeń oddychania, obrzęku krtani czy tylnej ściany gardła bądź języka – intubacja – jeśli nie jest możliwa, należy wykonać konikopunkcję igłową;
- dostęp dożylny o rozmiarze minimum 18G – dwa na różnych kończynach (jeśli niemożliwe, dostęp doszpikowy);
- płyny dożylnie szybką infuzją, by uzupełnić łożysko naczyniowe (należy pamiętać, iż istotą hipotonii w anafilaksji nie jest hipowolemia);
- kortykosterydy – np. 5. Hydrocortison od 100 mg nawet powyżej 1 g i.v.;
- inne leki (beta2-mimetyki w aerozolu, teofilina i.v., dopamina i.v.);
- leki przeciwhistaminowe – Phenazolinum 50 mg i.m. – protekcja przeciwhistaminowa (nie mają wpływu na farmakologiczne działanie histaminy i nie mogą odwrócić jej działania);
- w przypadku zatrzymania oddechu lub krążenia – resuscytacja.

## Postępowanie podczas wstrząsu anafilaktycznego
W przypadku wystąpienia wstrząsu anafilaktycznego kluczowe znaczenie ma:
- zapewnienie drożności dróg oddechowych
- usunięcie alergenu (przerwanie kontaktu z czynnikiem uczulającym)
- zastosowanie automatycznego wstrzykiwacza z adrenaliną
- wezwanie zespołu reanimacyjnego.

Gdy pojawią się objawy anafilaksji, istotne jest przerwanie ekspozycji na czynnik alergizujący (np. usunięcie żądła owada, przerwanie podawania leku). Równie ważne jest ułożenie chorego w odpowiedniej pozycji do czasu przybycia służb ratunkowych:
- przy niewydolności oddechowej – pozycja siedząca
- przy spadku ciśnienia tętniczego – pozycja leżąca z uniesionymi nogami
- przy utracie przytomności – pozycja boczna.

Należy podać natychmiast domięśniowo adrenalinę (epinefrynę). Osoba przytomna może sama zastosować automatyczny wstrzykiwacz z adrenaliną (epinefryną). Jeśli natomiast dojdzie do utraty przytomności, lek powinna podać osoba z otoczenia.

## Sposób podawania adrenaliny (epinefryny)
W momencie wystąpienia wstrząsu anafilaktycznego należy sięgnąć po lek pierwszego rzutu przy anafilaksji – adrenalinę – i stosować się do zasad jej podawania.
- Ująć automatyczny wstrzykiwacz w dłoń i usunąć nakładkę ochronną
- Unieść wstrzykiwacz na odległość ok. 10 cm od uda
- Wbić automatyczny wstrzykiwacz pod kątem 90 stopni w przednio-boczną część uda z 10-centymetrowej odległości
- Nacisnąć tłok do oporu i przytrzymać przez co najmniej 10 sekund do czasu wstrzyknięcia całej dawki adrenaliny do organizmu
- Wyciągnąć wstrzykiwacz;
- Rozmasować okolicę wkłucia przez około 10 sekund w celu szybszego rozprowadzenia leku po organizmie.

Osoby narażone na ryzyko anafilaksji powinny zawsze posiadać przy sobie dwa automatyczne wstrzykiwacze z adrenaliną (epinefryną), regularnie sprawdzać datę ważności leku i wymieniać go po upływie terminu ważności. Automatyczne wstrzykiwacze z adrenaliną są jednorazowego użytku.

## Klasyfikacja ICD10
| kod ICD10     | nazwa choroby                                                                             |
| ------------- | ----------------------------------------------------------------------------------------- |
| ICD-10: T78.2 | Wstrząs anafilaktyczny, nieokreślony                                                      |
| ICD-10: T78.0 | Wstrząs anafilaktyczny wskutek reakcji na pożywienie                                      |
| ICD-10: T80.5 | Wstrząs anafilaktyczny wywołany surowicą                                                  |
| ICD-10: T88.6 | Wstrząs anafilaktyczny wskutek niekorzystnego efektu leczniczego leku prawidłowo podanego |